# W ogniu przemocy
W ogniu przemocy (chiń. upr. 风暴; chiń. trad. 風暴 / Fengbao) – hongkońsko-chiński dreszczowiec kryminalny z 2013 roku w reżyserii Alana Yuena. 
Premiera filmu odbyła się 12 grudnia 2013 roku. Obraz zarobił 55,7 mln dolarów.

## Obsada
- Andy Lau – inspektor Lui
- Yao Chen – Yan Bing
- Gordon Lam – Tou Sing Bong
- Hu Jun – Cao Nam
- Vincent Sze – sierżant Szeto
- Michael Wong – główny inspektor Choi
- Ray Lui – Brat Pak / Paco
- Patrick Keung – Tong Keung
- Tak-bun Wong – sierżant Chiu
- Oscar Leung – Kit
- Michael Tong – Szakal
- Terence Yin – Gao Fei / Goofy
- Tin Chiu Hung – Dik-wai / Dicky
- Hiro Hayama – Da Fei / Daffy
- Cheung Siu-fai – kierowca ciężarówki
- Pui-Yin Chan – Yiu-yiu
- Ben Wong – lider zespołu Special Duties Unit
- Lo Hoi-pang – wujek Chi, szef restauracji
- Seli Xian
- Sammy Hung – Dik-wai / Dicky[3]